# 金台区
金台区是中国陕西省宝鸡市的一个区，位于市区东北部，名称由境内元末道教建筑“金台观”而来。区人民政府駐中山东路。

## 行政区划
金台区下辖7个街道办事处、4个镇：
中山东路街道、西关街道、中山西路街道、群众路街道、东风路街道、十里铺街道、卧龙寺街道、陈仓镇、蟠龙镇、金河镇和硖石镇。

## 人口
根据第七次全国人口普查结果，现将2020年11月1日零时：金台区常住人口为460950人，男性人口为232265人，占50.39%；女性人口为228685人，占49.61%。总人口性别比（以女性为100，男性对女性的比例）为101.57，与2010年第六次全国人口普查的104.48相比下降2.91个百分点。

## 经济
2009年实现地区生产总值151.8亿元（可比价），比上年增长15%，生产总值占全市GDP总量18.82%，经济总量名列全市前列。其中：第一产业增加值1.43亿元，同比增长6.3%；第二产业增加值99.05亿元（其中，工业83.25亿元，建筑业15.80亿元）同比增长14.9%；第三产业增加值51.32亿元，同比增长15.5%。一、二、三产业比重为：1：65；34。金台区人均生产总值达到40079元，按当前汇率（6.83元/美元）折算约为5868美元。地方财政收入达到17035万元，同比增长27.78%；地方财政支出60777万元，同比增长40.44%。区域综合实力位居全省城市区第 7 位。

## 教育

### 中学
宝鸡铁一中
宝鸡石油中学
宝鸡斗鸡中学
金台中学
店子街中学

## 医疗
宝鸡市中医医院
金台医院
口腔医院